# Jan Pijnenburg
Johannes Baptist Norbertus Pijnenburg (conocido como Jan Pijnenburg; Tilburg, 15 de febrero de 1906-Tilburg, 2 de diciembre de 1979) fue un deportista neerlandés que compitió en ciclismo en la modalidad de pista. Participó en los Juegos Olímpicos de Ámsterdam 1928, obteniendo una medalla de plata en la prueba de persecución por equipos.

## Medallero internacional
| Juegos Olímpicos | Juegos Olímpicos         | Juegos Olímpicos | Juegos Olímpicos        |
| Año              | Lugar                    | Medalla          | Competición             |
| ---------------- | ------------------------ | ---------------- | ----------------------- |
| 1928             | Ámsterdam (Países Bajos) | Medalla de plata | Persecución por equipos |